# جي أف أس
جي أف أس (بالإنجليزية: Journaled File System أو أختصارا JFS)‏ هو نظام ملفات مزود بقيد حوادث من فئة 64 بت، أنشئ بواسطة شركة أي بي أم الأمريكية. حيث قامت الشركة بإضافة السجلات لنظام ملفات يونكس وإعادة كتابة شيفرة مفتوحة المصدر لنظام الملفات المملوك المستخدم من قبل AIX. استخدم نظام جي أف أس الأشجار الثنائية لتسريع عملية الوصول إلى الملف، كما أدخل فكرة التوسيعات، والتي هي عبارة عن تجميعة ذات حجم 128 بايت من فهرس العقد inode. وهذا يحول دون قيام نظام الملفات من تخصيص كميات ثابته من مساحة القرص لفهرس العقد inode كما كان يقوم به كل من إكس تي 2 وإكس تي 3.